# César Ubico
César Andres Ubico Estrada (ur. 26 listopada 2002) – gwatemalski zapaśnik walczący w stylu wolnym. 
Zajął piąte miejsce na igrzyskach Ameryki Środkowej i Karaibów w 2023. Brązowy medalista mistrzostw panamerykańskich w 2024, piąty w 2025, ósmy w 2023.  Trzeci na mistrzostwach panamerykańskich juniorów w 2022 roku.